# Cabrera de Mar
Cabrera de Mar es un municipio y localidad de la comarca del Maresme, en la provincia de Barcelona, comunidad autónoma de Cataluña.

## Historia

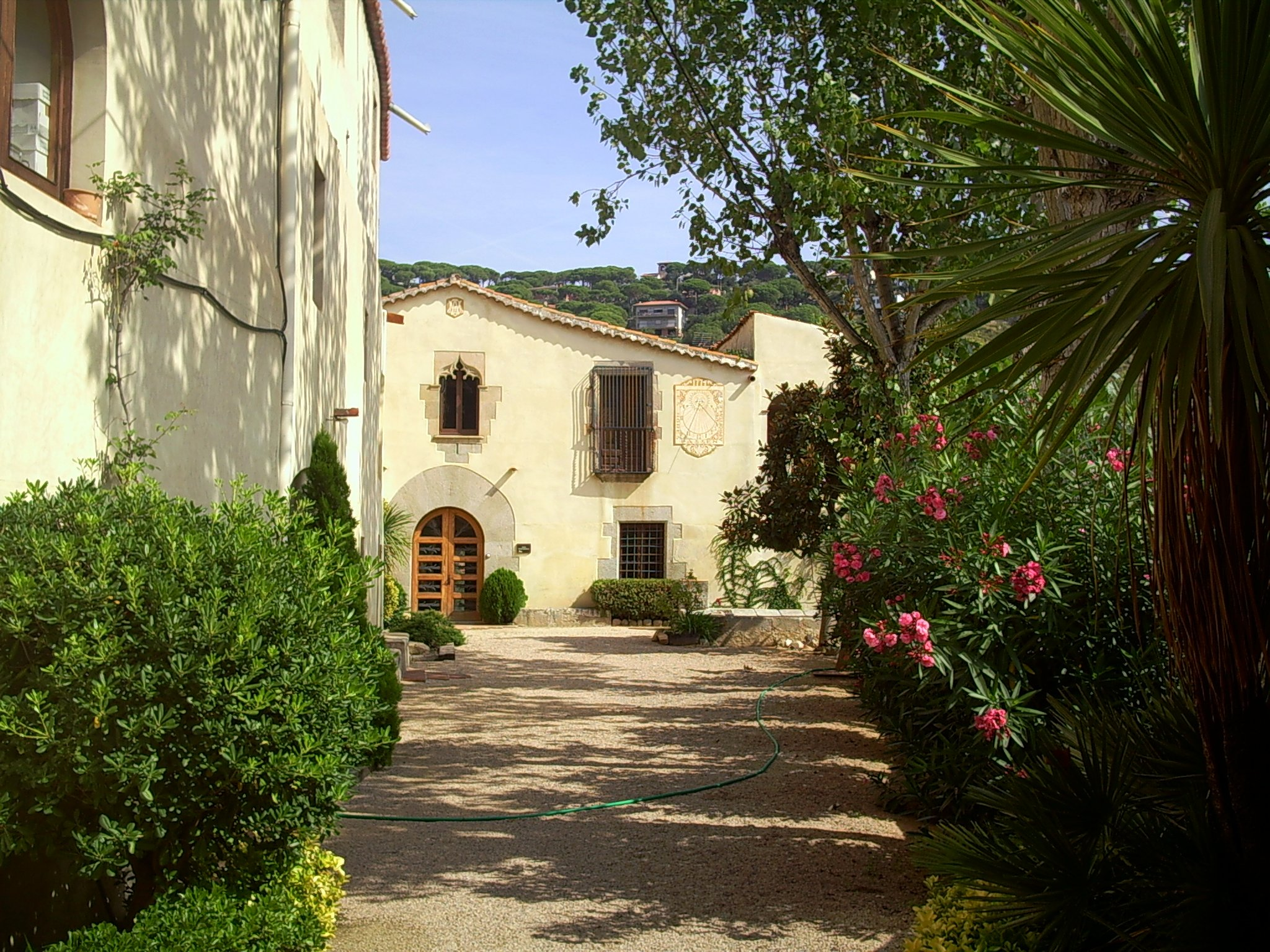
Can Bartomeu,

Hasta la época romana, el Maresme pertenecía a Laietania, y en la zona de Cabrera del Mar se situaba su capital, Iluro, una importante ciudad comercial, la cual fue trasladada en tiempos romanos a un nuevo emplazamiento, en la presente Mataró.
Sobre los restos romanos se construyó en el siglo XI el castillo de San Vicente, llamado así por tener una capilla dedicada al santo, castillo que fue ampliándose durante los siglos XII y XIII. En el siglo XIV comenzó a llamarse castillo de Burriac, debido a una herencia.

### Arqueología
El valle de Cabrera es especialmente rico en yacimientos arqueológicos. El más famoso y más conocido es el poblado ibero de Burriac, que se extiende justo por encima de Can Modolell. Este poblado pertenecía a los layetanos, cuyo territorio se extendía aproximadamente en lo que actualmente son las comarcas del Maresme y el Barcelonés.

## Geografía
Integrado en la comarca de  El Maresme, se sitúa a 29 kilómetros de Barcelona. El término municipal está atravesado por la autopista del Maresme (C-32), por la antigua carretera N-II entre los pK 642 y 644, y por la carretera B-502 que conecta con Argentona.
El relieve del municipio está caracterizado por la franja costera del Maresme entre Mataró y Vilassar de Mar, un pequeño valle en el que se encuentra el núcleo urbano, entre los montes Burriac (388 metros) y Montcabrer (325 metros), y las primeras elevaciones del Cordillera Litoral. El centro del pueblo se alza a 104 metros sobre el nivel del mar. 

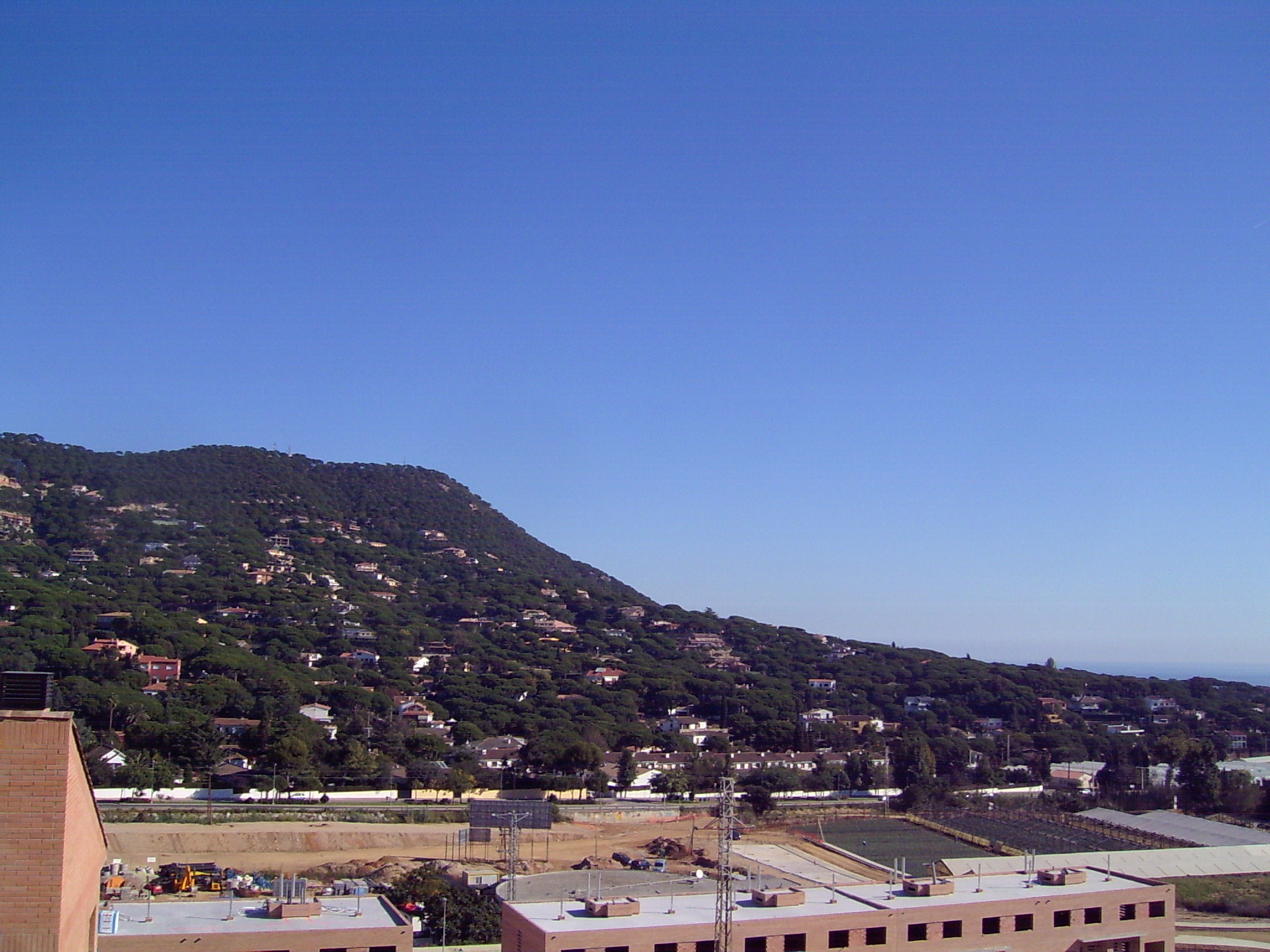
Cima del Montcabrer

El área más cercana al mar presenta un perfil plano. La línea de costa está formada por una playa de arena, continuación de la playa de Vilassar. Por el contrario, el área interior presenta un relieve muy accidentado debido a la presencia de la sierra de Sant Mateu, parte de la Cordillera Litoral. La altitud del municipio oscila entre los 469 metros en el límite con Cabrils y Argentona, ya en la Cordillera Litoral, y el nivel del mar. 
Un aspecto característico de toda la comarca del Maresme, es la presencia de numerosas rieras, debido a la cercanía de la Cordillera Litoral respecto al mar. Estos torrentes, generalmente de escasa longitud, permanecen secos la mayor parte del año pero presentan peligrosas crecidas cuando se producen lluvias intensas. Las rieras más importantes del municipio son (de sur a norte) la de Cabrera, la de Agell y la de Argentona (esta última separa los términos municipales de Cabrera de Mar y Mataró). 
| Noroeste: Cabrils y Argentona       | Norte: Argentona                        | Noreste: Argentona        |
| Oeste: Cabrils                      |                                         | Este: Mataró              |
| Suroeste: Cabrils y Vilassar de Mar | Sur: Vilassar de Mar y Mar Mediterráneo | Sureste: Mar Mediterráneo |

## Demografía
Cabrera de Mar cuenta con una población de 5018 habitantes (INE 2024).
| Gráfica de evolución demográfica de Cabrera de Mar entre 1842 y 2021 |
| |
| Población de derecho según los censos de población del INE. Población de hecho según los censos de población del INE.En este censo se denominaba Cabrera y Cuadra de Agell: 1842. En estos censos se denominaba Cabrera: 1857, 1860, 1877, 1887, 1897, 1900 y 1910. En estos censos se denominaba Cabrera de Mataró: 1920, 1930, 1940, 1950 y 1960. |

La población está bastante dispersa en diferentes núcleos de orígenes muy dispares. En el interior se encuentra el casco antiguo o centro urbano del municipio y los núcleos de Agell (también conocido como Santa Elena d'Agell), Sant Joan de Munt y Mas Terrillo. En el litoral se encuentran los núcleos de Pla de l'Avellà (en el límite con Vilasar), Costamar y Bonamar.

### Evolución demográfica
| 806                        | 1102 | 1487 | 2770 | 4174 |
| (Fuente: [cita requerida]) |      |      |      |      |

- Gráfico demográfico del Cabrera de Mar entre 1717 y 2006

1717-1981: población de hecho; 1990- : población de derecho

## Economía
Existe una amplia actividad agrícola, acompañada de una importante implantación industrial y comercial concentrada en diferentes puntos, destacando el polígono industrial del Camí del Mig, en el límite del municipio con los términos de Mataró y Argentona.
La tasa de paro del municipio en 2007 es del 4,99%.

## Turismo
Su símbolo más característico es el castillo de Burriac, documentado el año 1017, cuando la entonces condesa se lo cedió a su hijo, Berenguer Ramón I.
El municipio intenta atraer al turismo, usando como atractivos lugares y monumentos de interés cultural:
- Los Restos, las ruinas y necrópolis del poblado ibérico,
- Castillo de Burriac, propiedad del ayuntamiento desde 1931,
- Iglesia de San Felíu, edificio gótico del siglo XVI,
- Iglesia de Santa Helena, también de estilo gótico tardío.

También hay organizado un camping, el Center Cabrera,

## Administración y política
| Periodo   | Nombre                                               | Partido              |
| --------- | ---------------------------------------------------- | -------------------- |
| 1979-1983 | Antoni Carbonell Reniu                               | CiU                  |
| 1983-1987 | Antoni Carbonell Reniu                               | CiU                  |
| 1987-1991 | Antoni Carbonell Reniu                               | CiU                  |
| 1991-1995 | Ramón Boadas Masriera                                | Independents         |
| 1995-1999 | Ramón Boadas Masriera                                | Independents         |
| 1999-2003 | Carles Rocabert Shelly                               | ERC                  |
| 2003-2007 | Carles Rocabert Shelly                               | ERC                  |
| 2007-2011 | Jaume Borràs Ferré (2007-2009) Joan Vilà (2009-2011) | CiU Gent per Cabrera |
| 2011-2015 | Jordi Mir Boix                                       | CiU                  |
| 2015-2019 | Jordi Mir Boix                                       | CDC / PDeCAT         |
| 2019-2023 | Jordi Mir Boix                                       | JxCat                |

### Elecciones municipales 2007
Los resultados electorales del 27 de mayo de 2007 significaron la pérdida de la mayoría absoluta de ERC (partido que había gobernado durante la legislatura 2003-2007) y abrieron las puertas a un pacto entre GxC (Gent per Cabrera) y CiU, segunda y tercera listas más votadas, respectivamente. El acuerdo, firmado el 1 de junio de 2007, incluye el compartir la alcaldía del municipio. Así pues, Jaume Borràs (CiU), será alcalde hasta 2009, y el líder de GxC, Joan Vilà, lo será desde entonces y hasta 2011. El hasta entonces alcalde, el republicano Carles Rocabert, pasará a la oposición.
| Cabrera de Mar (Barcelona) 11 concejales (mayoría absoluta: 6) |

| Candidaturas | Candidaturas                                                  | Votos 2007 | % Voto 2007 | Reg. 2007 | % Voto 2003 | Reg. 2003 |
| ------------ | ------------------------------------------------------------- | ---------- | ----------- | --------- | ----------- | --------- |
|              | Esquerra Republicana de Catalunya-Acord Municipal (ERC-AM)    | 667        | 31.0        | 4         | 45.4        | 6         |
|              | Gent per Cabrera (GxC)                                        | 526        | 24.4        | 3         | -           | -         |
|              | Convergència i Unió (CiU)                                     | 518        | 24.0        | 3         | 28.5        | 3         |
|              | Partit dels Socialistes de Catalunya-Pacte Municipal (PSC-PM) | 135        | 6.3         | 1         | 6.8         | -         |
|              | Unió Municipal de Cabrera de Mar (UMDC)                       | 99         | 4.6         | -         | -           | -         |
|              | Partit Popular de Catalunya (PPC)                             | 98         | 4.6         | -         | 16.8        | 2         |
|              | Ciudadanos – Partido de la Ciudadanía (C's)                   | 66         | 3.1         | -         | -           | -         |
|              | en blanco                                                     | 46         | 2.1         | -         | ND          | -         |

### Elecciones municipales 2011
Los resultados electorales del 22 de mayo de 2011 provocaron que el alcalde hasta el momento, el líder de GxC, Joan Vilà pasara a la oposición, pese a ser la lista más votada, debido a un pacto de gobierno entre Esquerra Republicana de Catalunya (ERC), Convergència i Unió (CiU) y un nuevo partido Alternatica Independent Cabrera de mar, segunda, tercera y cuarta lista más votada. El pacto, permitió que el líder de CiU, Jordi Mir, fuese investido alcalde. La oposición la formarían GxC y el Partido Popular de Cataluña (PPC).

## Símbolos

### Escudo
Escudo losanjado: de argén, una cabra de sable a la diestra de un árbol de sinople las hojas del cual está comiendo; los dos sostenidos de un pie de azur. Por timbre una corona mural de pueblo.
Fue aprobado el 6 de septiembre de 1994.
La cabra comiendo del árbol colocada sobre el pie de azur que hace referencia al mar, son las armas parlantes que hacer referencia al nombre del pueblo.